# Catania Porto
La stazione di Catania Porto era la stazione terminale marittima della ferrovia Circumetnea, fino alla soppressione del servizio ferroviario tra essa e Catania Gaito. Dal 1999 al 2016 è stata riaperta come stazione terminale provvisoria della metropolitana di Catania, assumendo il nome di CT. Porto.

## Storia
I lavori per la costruzione della ferrovia Circumetnea e dei suoi impianti ebbero inizio nel 1889. Il 2 febbraio 1895 venne messo in servizio il primo tratto, da Catania Borgo ad Adernò (oggi Adrano) e, il 13 marzo dello stesso anno, il collegamento tra la stazione di Catania Borgo e la fermata di Catania Gaito.
Il collegamento ferroviario, lungo 1.864 m, dalla fermata di Catania Gaito alla stazione di Catania Porto (assieme al fascio binari marittimo) invece venne inaugurato il 10 luglio 1898 in notevole ritardo rispetto all'attivazione, molto rapida di tutta la linea intorno al vulcano. Gli ostacoli erano apparentemente di natura tecnica: si doveva infatti costruire o un tratto a doppio scartamento con inserzione nell'ultimo tratto della Messina-Catania (allora della Società Sicula) o costruire un viadotto per sovrappassare la detta linea ferrata all'altezza dell'attuale piazza Galatea proseguendo il rilevato in discesa fino ad affiancarsi all'ultimo binario della stazione di Catania Centrale da dove proseguire fino al porto. La prima soluzione avrebbe permesso l'accesso facile ai raccordi delle raffinerie di zolfo che fiancheggiavano la linea ferrata della Sicula (ma questo non era gradito alla detta compagnia per ovvi motivi di concorrenza), tuttavia venne obiettato che l'inserzione dei binari a scartamento ridotto in quelli a scartamento normale avrebbe creato soggezioni di esercizio e pertanto venne infine approvata la costruzione del viadotto in ferro a due arcate (demolito alla fine degli anni ottanta per la costruzione del ramo di metropolitana) facendo costeggiare ai binari FCE la stazione centrale di Catania senza creare alcun collegamento o interscambio se non un semplice marciapiedi per la fermata dopo il XXIII binario. La stazione di Catania Porto si trovò a dividere il limitato spazio esistente tra la discesa a mare esistente della ferrovia della Rete Sicula e la banchina esterna del porto di Catania. Nello spazio alquanto limitato venne realizzato un fabbricato viaggiatori di testa a due elevazioni e un piccolo scalo merci laterale passante (lato mare) che proseguiva sulle banchine del porto entrando da un varco doganale apposito.
La stazione fu origine e arrivo di un discreto traffico merci proveniente o diretto verso i comuni pedemontani etnei. Questo ebbe un primo calo a causa dello scoppio della prima guerra mondiale che provocò l'interruzione dei commerci con i porti mediterranei facenti parte dell'impero ottomano divenuto poi fisiologico, dagli anni venti in poi a causa dell'aumento del trasporto su strada che rendeva meno conveniente il carico e scarico dei vagoni. Il resto lo fece il mancato ammodernamento del materiale di trazione e rotabile. Negli anni settanta il traffico merci da e per il porto era ormai irrisorio e venne sospeso del tutto. Gli ultimi e saltuari treni merci (di qualche carro) erano trainati dalle stesse automotrici. La stazione cessò l'attività ferroviaria negli anni 80 e rimase come terminale per i servizi automobilistici della FCE mentre la rimessa venne adattata e trasformata per gli autobus.

### La trasformazione a scartamento ordinario per la metropolitana di Catania

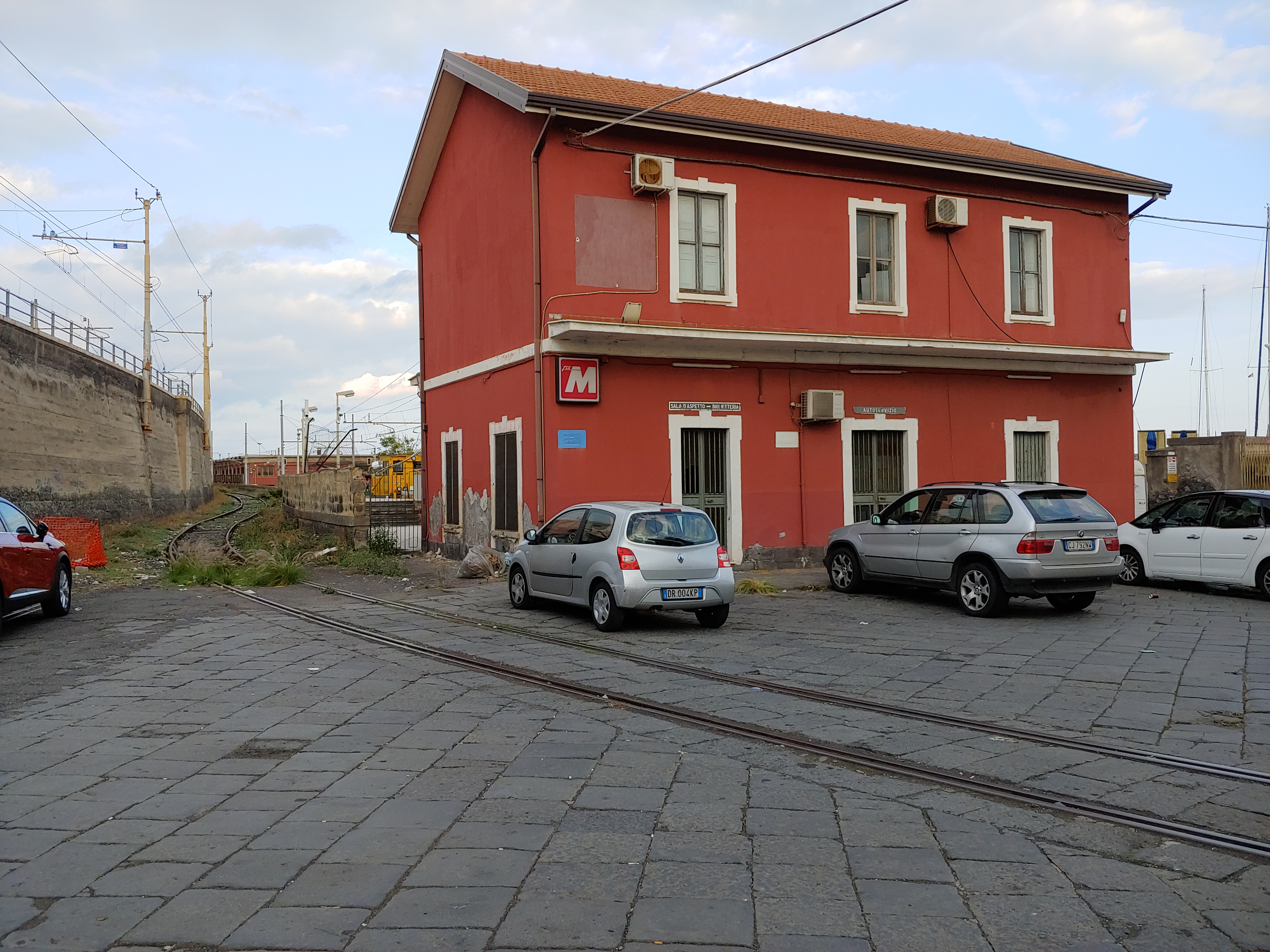
La stazione di CT. Porto, vista dal piazzale esterno.

Il progetto di interramento della ferrovia, elaborato nella seconda metà degli anni ottanta (trasformatosi poi nel progetto di una ferrovia metropolitana), ha portato alla rielaborazione del piano binari della stazione esistente.
Verso la fine degli anni novanta, la stazione è stata restaurata, ed è stata parzialmente adattata all'uso metropolitano, con la costruzione di un marciapiede alto, affiancato al binario di ricevimento, di altri due binari a scartamento ordinario, di cui uno non elettrificato per soste e manovre.
Dal 1999 è infine divenuto il capolinea (provvisorio) della metropolitana di Catania. Nella stazione avveniva l'interscambio con tutte le linee urbane ed extraurbane della Circumetnea.

### Sviluppi recenti
A seguito dell'apertura della tratta "Galatea-Stesicoro", in data 20 dicembre 2016, la stazione è stata definitivamente chiusa.

## Strutture e impianti

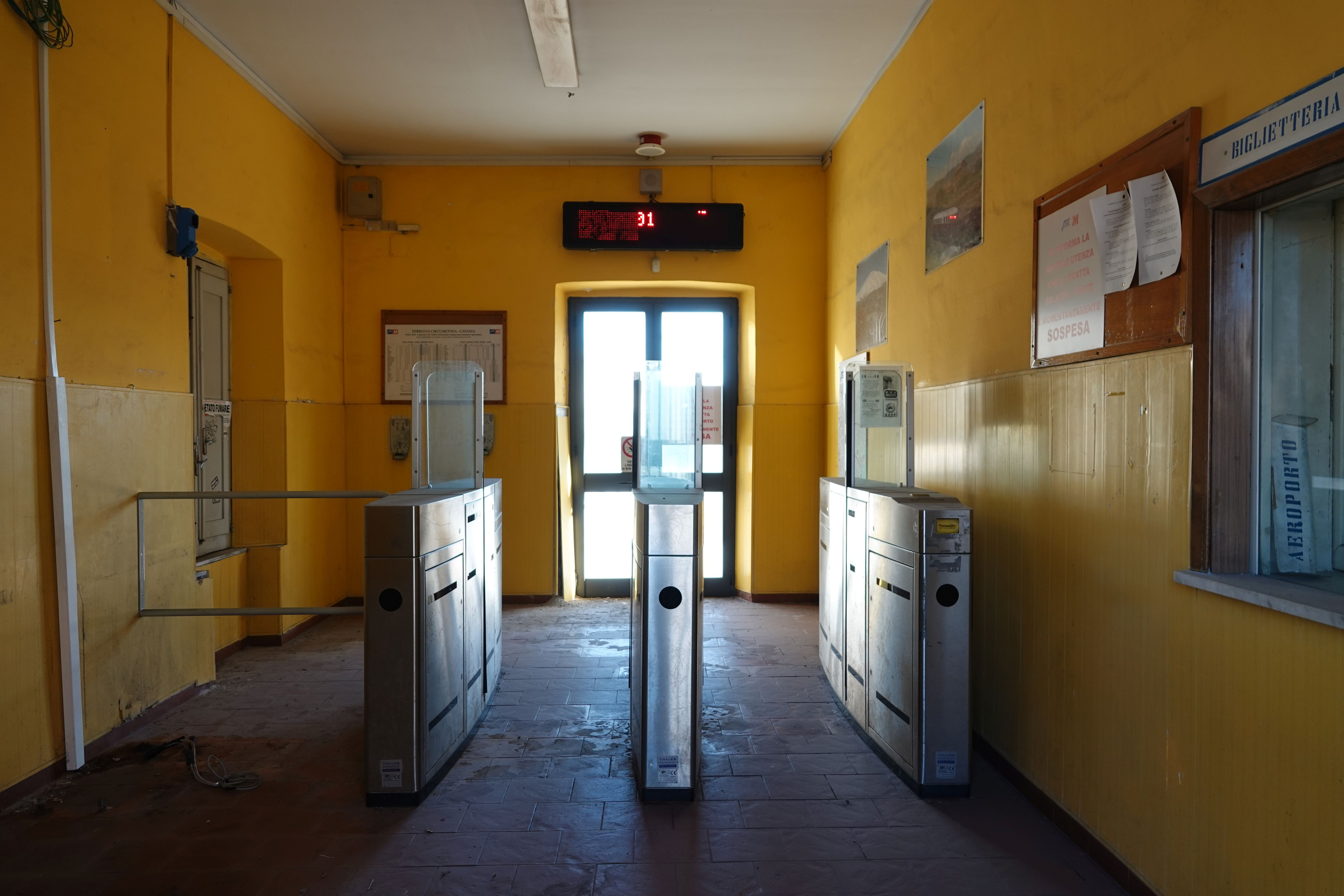
L'ex sala d'attesa della stazione di CT. Porto, con allestiti i tornelli, successivamente alla conversione come stazione di testa della metropolitana di Catania.

La stazione di Catania Porto è situata nella zona costiera portuale nord della città di Catania, a sud del lungo viadotto FS, detto Archi della Marina, che sovrappassa l'entrata del porto di Catania. L'edificio di stazione è posto al termine del piccolo fascio di 3 binari, ed è fornito di biglietteria. Sul lato sud dei binari, insistono le annesse officine/deposito di manutenzione e riparazione degli autobus FCE.
Il fascio binari attuale è costituito da due binari interconnessi da scambi di estremità, e da un binario tronco di ricovero, collegato al secondo binario.
Sull'ultimo binario è previsto il collegamento (ormai a scartamento ordinario), con i binari della banchina del porto comuni alla rete RFI.

## Servizi
La stazione era dotata di:
- Biglietteria a sportello;
- Biglietteria automatica;
- Sala d'attesa;
- Annuncio sonoro annunciante l'arrivo dei treni;
- Servizi igienici.

## Interscambio
- Fino a dicembre 2016, dalla stazione, la metropolitana di Catania consentiva di raggiungere il centro della città, mediante interscambio con le linee urbane di autobus dell'AMTS, e con le linee suburbane della stessa Ferrovia Circumetnea.

Dall'interno dell'area portuale, avviene invece il collegamento di servizio con i binari delle FS verso la stazione di Catania Centrale.
- (linea urbana FCE per Lineri), (Linee urbane AMTS)
- (linee extraurbane per Misterbianco, Motta Sant'Anastasia, Piano Tavola, Paternò, Adrano).
- Porto di Catania